# Каллитон, Эдвард Милтон
Эдвард Милтон (Тед) Каллитон (англ. Edward Milton 'Ted' Culliton; 9 апреля 1906, Ист-Гранд-Форкс, Миннесота, США — 14 марта 1991, Реджайна, Саскачеван) — канадский юрист и политик, провинциальный секретарь Саскачевана в 1938—1941 и Верховный судья Саскачевана в 1962—1981 годах. Компаньон ордена Канады (1981).

## Биография
Родился в 1906 году в Ист-Гранд-Форкс (Миннесота) в семье Джона Джозефа и Кэтрин Мэри Каллитон. В 1907 году семья переехала в Херберт (Саскачеван), где Джон Джозеф Каллитон нашёл работу как агент Канадской тихоокеанской железной дороги. В 1912 году Каллитоны переселились на ферму близ деревни Элбоу, где Эдвард получил среднее образование. По окончании школы в 1921 году поступил в Саскачеванский университет, где в 1926 году получил степень бакалавра искусств, а в 1928 году профессию юриста. Получив лицензию на практику в Саскачеване в 1930 году, поступил на работу в юридическую контору Томаса Галланта в Гравелберге, а после того, как тот в том же году был назначен судьёй окружного суда, унаследовал его клиентуру.
В 1935 году избран в Законодательное собрание Саскачевана от Гравелберга как представитель Либеральной партии, переизбран в 1938 году и вошёл в правительственный кабинет У. Дж. Паттерсона, где занимал пост провинциального секретаря, отвечая в частности за работу налоговой комиссии Саскачевана и государственное издательство. В сентябре 1939 года женился на Кэтрин Мэри Хектор. В 1941—1946 годах проходил военную службу как офицер вначале в артиллерии, а затем в ведомстве главного военного юриста. Начав службу в звании второго лейтенанта, ушёл в запас в звании майора. В первые годы службы, с 1941 по 1944 год, оставался членом кабинета Паттерсона как министр без портфеля, но в 1944 году проиграл выборы Г. Э. Хаузу, кандидату от Федерации кооперативного содружества (англ. Co-operative Commonwealth Federation).
В 1946 году был кандидатом на пост лидера Либеральной партии Саскачевана, но уступил на партийных выборах Уолтеру Такеру. В 1948 году, победив Хауза, вернулся в Законодательное собрание Саскачевана как депутат от Гравелберга. Продолжал вести адвокатскую практику до 1951 года, в 1947 году удостоившись звания королевского адвоката.
В 1951 году премьер-министр Канады Луи Сен-Лоран назначил Каллитона судьёй Апелляционного суда Саскачевана. Когда в 1962 году Верховный судья Саскачевана Эмметт Холл перешёл в Верховный суд Канады, Каллитон занял его пост, на котором оставался до выхода на пенсию в 1981 году. Внёс заметный вклад в развитие уголовного права Канады. Одновременно занимал административные должности в Саскачеванском университете: как член и председатель совета управляющих в 1956—1961 годах и как канцлер в 1965—1969 годах. В годы судейской карьеры и по её окончании возглавлял ряд консультативных органов и комиссий при правительстве Саскачевана; после выхода в отставку подготовил так называемый «отчёт Каллитона» с рекомендациями по реорганизации законодательства о доступе к информации и неприкосновенности личной жизни. Сыграл важную роль в учреждении Совета судей Канады. Скончался в Реджайне в 1991 году.

## Признание заслуг
Заслуги Эдварда Каллитона в области права были удостоены ряда государственных наград. В 1981 году «за заслуги перед провинцией и нацией» он был произведён в компаньоны ордена Канады, а в 1988 году стал кавалером Саскачеванского ордена Заслуг. В 1973 году был также произведён папой Павлом VI в рыцари-командоры ордена Святого Григория Великого. Почётный доктор Саскачеванского университета (1963). В 1974 году избран в Зал славы кёрлинга Канады в номинации «строители». В 1981 году Адвокатское общество Саскачевана учредило стипендию имени Э. М. Каллитона, присуждаемую студентам по специальности «уголовное право».